# Pedro Estepa Menéndez
Pedro Estepa Menéndez (Madrid, 10 de agosto de 1985) es un director, guionista y productor de cine español. Director de la Muestra Internacional de Cine de los Territorios Despoblados del Mundo.

## Biografía
Pedro Estepa nació en Madrid (1985). Tras licenciarse en Comunicación Audiovisual en la Universidad CEU San Pablo, estudió Guion de Comedia de Situación en la Escuela Internacional de Cine y Televisión de Cuba (EICTV).Comenzó su trayectoria profesional como ayudante de realización en Telemadrid.
Ha sido miembro del jurado oficial del Festival Internacional de Cine de Cartagena, del Festival de Cine y Televisión Reino de León, del Certamen Internacional de Cortos Ciudad de Soria y de la Semana de Cine de Medina del Campo. También ha sido Coordinador de Relaciones Institucionales y Jurados del Festival de Cine de Madrid y vicepresidente de la Plataforma de Nuevos Realizadores (PNR).
Es miembro de la Academia de las Artes y las Ciencias Cinematográficas de España, y miembro de la Comisión de Especialidad de Dirección de esta misma institución. Es bloguero de El Huffington Post y articulista en el periódico El Diario de Soria.
En 2016 codirigió el documental Bienvenido Mr. Heston, que trata sobre el rodaje en Torrelobatón (Valladolid) de la superproducción de Hollywood El Cid
(Anthony Mann, 1961), producida por Samuel Bronston y protagonizada por Charlton Heston. El documental fue estrenado en la Semana Internacional de Cine de Valladolid (SEMINCI),y recibió diversos premios.
En 2022 estrenó el cortometraje Deep Soria protagonizado por profesionales de la comunicación como Sonsoles Ónega, Glòria Serra, Quique Peinado, Marta Jaumandreu, Rocío Delgado o Jpelirrojo y que trata el tema de las fake news. El cortometraje ha recibido diversos reconocimientos.
En 2023 fundó su propia empresa de producción, Octubremente, junto a la también productora Elena Ferrándiz Sanz.
En 2024 estrenó el cortometraje Sole, protagonizado por Christina Rapado, Antonio Resines, Javier Losán, Ana del Arco, Nicolás Gaude y Abel Santiesteban.

## Premios y distinciones
Varias documentales y cortometrajes han recibido diversos premios. Entre otros:
El documental Bienvenido Mr. Heston:
- Premio al Mejor Documental Nacional en el Festival de Cine de Mallorca Films Infest.[16]
- Premio Mejor Actorpara Emilio Gutiérrez Caba en el Festival de Cine de Mallorca Films Infest.[17]
- Premio al Mejor Documental en el Festival Internacional de Cine Ciudad de México.

El cortometraje Deep Soria:
- Premio a Mejor Cortometraje en el Puebla Film Festival.[18]
- Premio mejor Mockumentary en el Night of Comedy Shorts (Italia). [19]
- Mejor Comedia en el Festival Internacional de Cortometrajes Shorty Week de Cádiz.[20]
- Mejor Supercorto en el Madrid Indie Film Festival (MADRIFF).[21]
- Premio del Público en el Festival de Cine de Madrid.[22]
- Premio Lobo del II Festival Internacional de Cortometrajes Corterafest.[23]

El cortometraje Sole:
- Premio del Público en el 33º Festival de Cine de Madrid.[24]

## Filmografía como director

### Largometrajes
- 2017 - Historia de tres décadas
- 2016 - Bienvenido Mr. Heston

### Cortometrajes
- 2024 - Sole
- 2022 - Deep Soria
- 2012 - Todos mis vecinos son inmigrantes
- 2011 - Regeneración
- 2008 - As time goes by